# Jean-Joseph Chaudoir
Jean-Joseph Chaudoir (ur. 1745, zm. 1836) – kupiec pochodzenia flamandzkiego, zajmujący się początkowo handlem bławatnym, następnie handlem zbożem i bankierstwem.
Był synem Antoine’a Chaudoira (1712–1794), kupca czynnego w Liège, Tess, Spa i Maastricht, oraz Marie-Anne Constans. Około 1770 roku był czynny w Bawarii. Przed 1774 rokiem przeniósł się do Warszawy. W 1776 r. został wpisany do miejskiego Album civile, należał do loży wolno-mularskiej „Dobroczynność”. Realizował rozmaite zamówienia dla dworu Stanisława Augusta. Krótko po upadku Rzeczypospolitej opuścił Warszawę i przyjął poddaństwo rosyjskie. Zaczął handlować zbożem, winem i „ciężkimi towarami”, trudnił się także bankierstwem. W 1804 r. na stałe przeniósł się na Wołyń, początkowo do Berdyczowa, a rok później nabył rozległy majątek ziemski w Iwnicy nieopodal Żytomierza. W 1814 roku otrzymał od króla Bawarii, Maksymiliana I, tytuł barona; pięć lat później został nobilitowany przez cara Aleksandra.
Jego synem był Stanislas Chaudoir (1790–1858), wnukiem etymolog Maksymilian Chaudoir (1816–1886), prawnukiem Iwan Maksymilianowicz Chaudoir.